# Заноах
Заноах (ивр. זָנוֹחַ‎) — израильский мошав недалеко от Бейт-Шемеша, под юрисдикцией регионального совета «Мате-Йехуда».
Мошав был основан в 1950 году выходцами из Манаха в Йемене; с годами большинство основателей уехали, и их заменили иммигранты из Северной Африки. Первоначально резиденция называлась Дейрван III.
В прошлом жители поселения занималось сельским хозяйством, разводили птицу, коров и т. д., но в начале 1990-х годов часть западных сельскохозяйственных земель поселения была выкуплена, и на них был построен ультрарелигионзный квартал Кирьят-Рама — в Рамат-Бейт-Шемеш-бет.
9 сентября 1996 года житель мошава, солдат бригады «Нахаль» Шарон Адри был похищен и убит. В его память в мошаве разбит сквер, ежегодно в его память проводится велопробег.
В Мошаве работает пивоварня «Моско».

## Население
По данным Центрального статистического бюро Израиля, население на начало 2020 года составляло 524 человека.

## Древний Заноах
Название мошава было дано ему по названию библейского города Заноах в Шфеле (в отличие от другого «Заноаха» на горе Хеврон), о котором упоминается в книге Иисуса Навина.
Во время возвращения из вавилонского плена в городе поселились вавилонские переселенцы, откликнувшиеся на призыв Неемии, и принявшие участие в строительстве иерусалимской стены (Нех. 3:13).
Хазаль отмечали, что из зерна, произраставшего в «Заноахе» (в некоторых версиях — «Йеноaхе»), во времена Второго Храма приносили Жертвоприношение Омер и две буханки хлеба.
Город отождествлен в Ономастиконе Евсевия (начало IV в. н. э.) с современным поселением, расположенным в районе Бейт-Губрин.
Рядом с резиденцией находится археологический памятник «Хирбат Заноа», который также упоминается на карте Британского фонда исследования Земли Израиля и который, по информации, сохраняет название древнего города, и где были найдены останки периода Израильского царства.

## Галерея

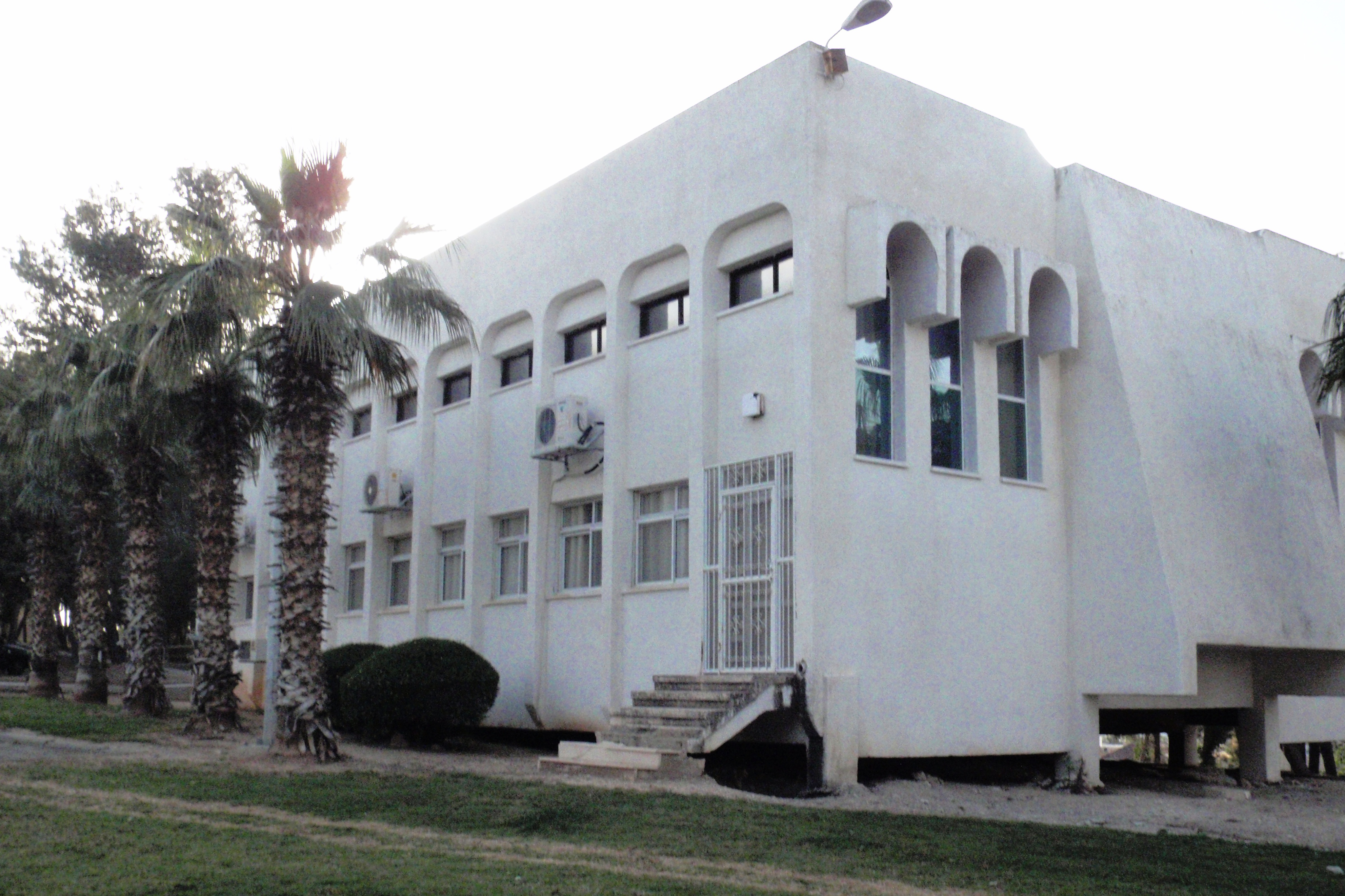
Синагога
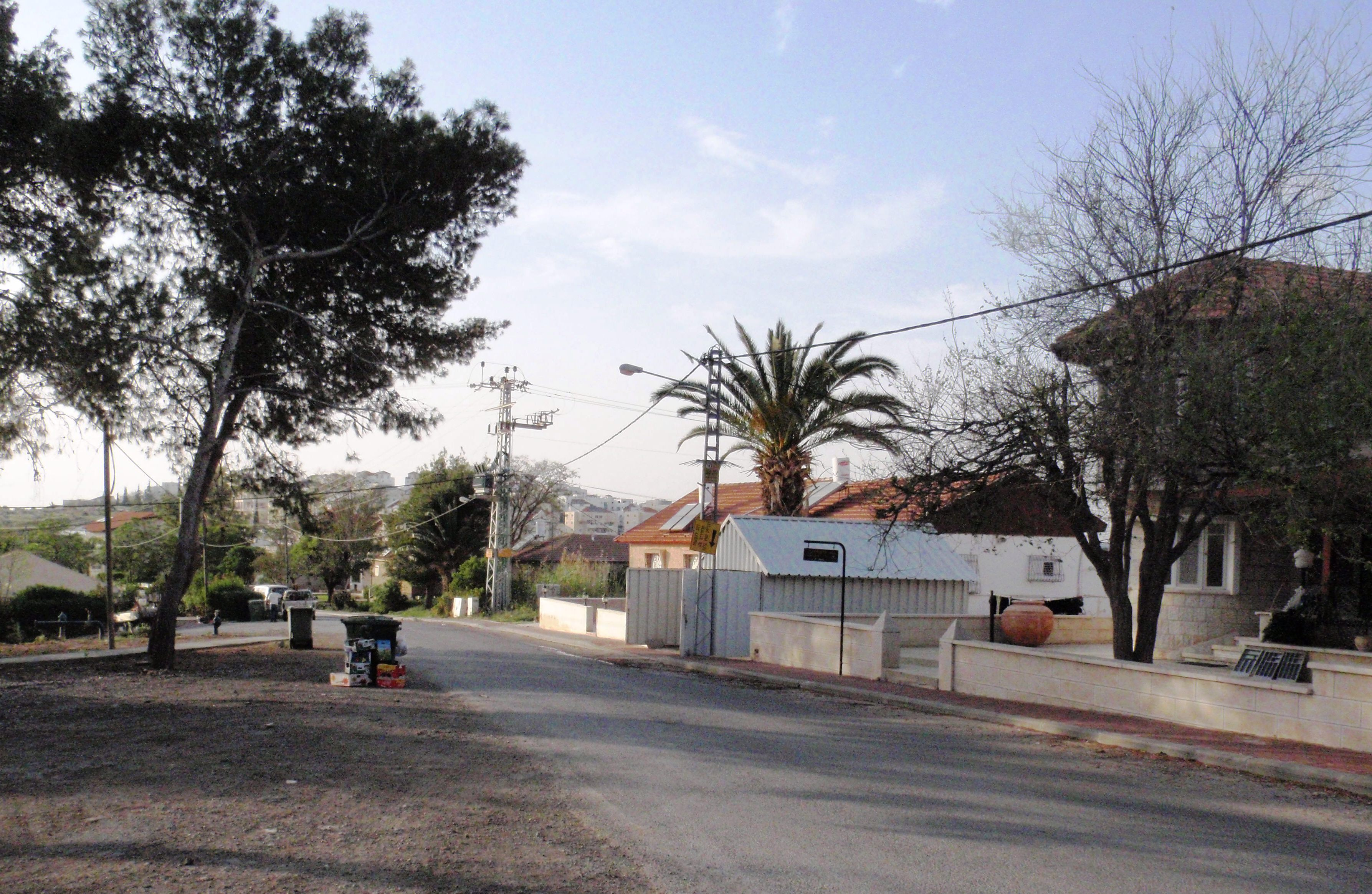
Улица в Мошаве
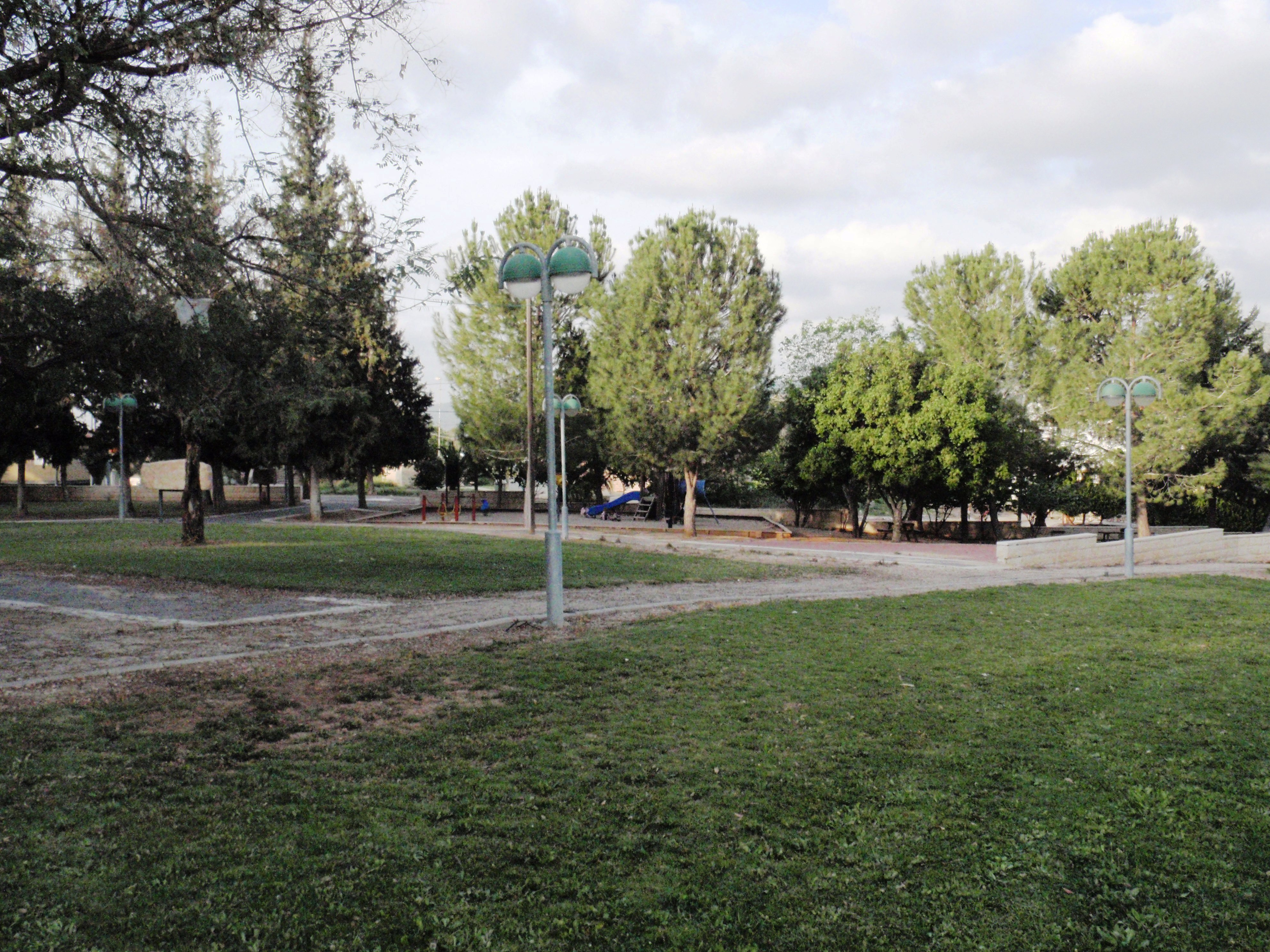
Сад памяти солдата Шарона Адри
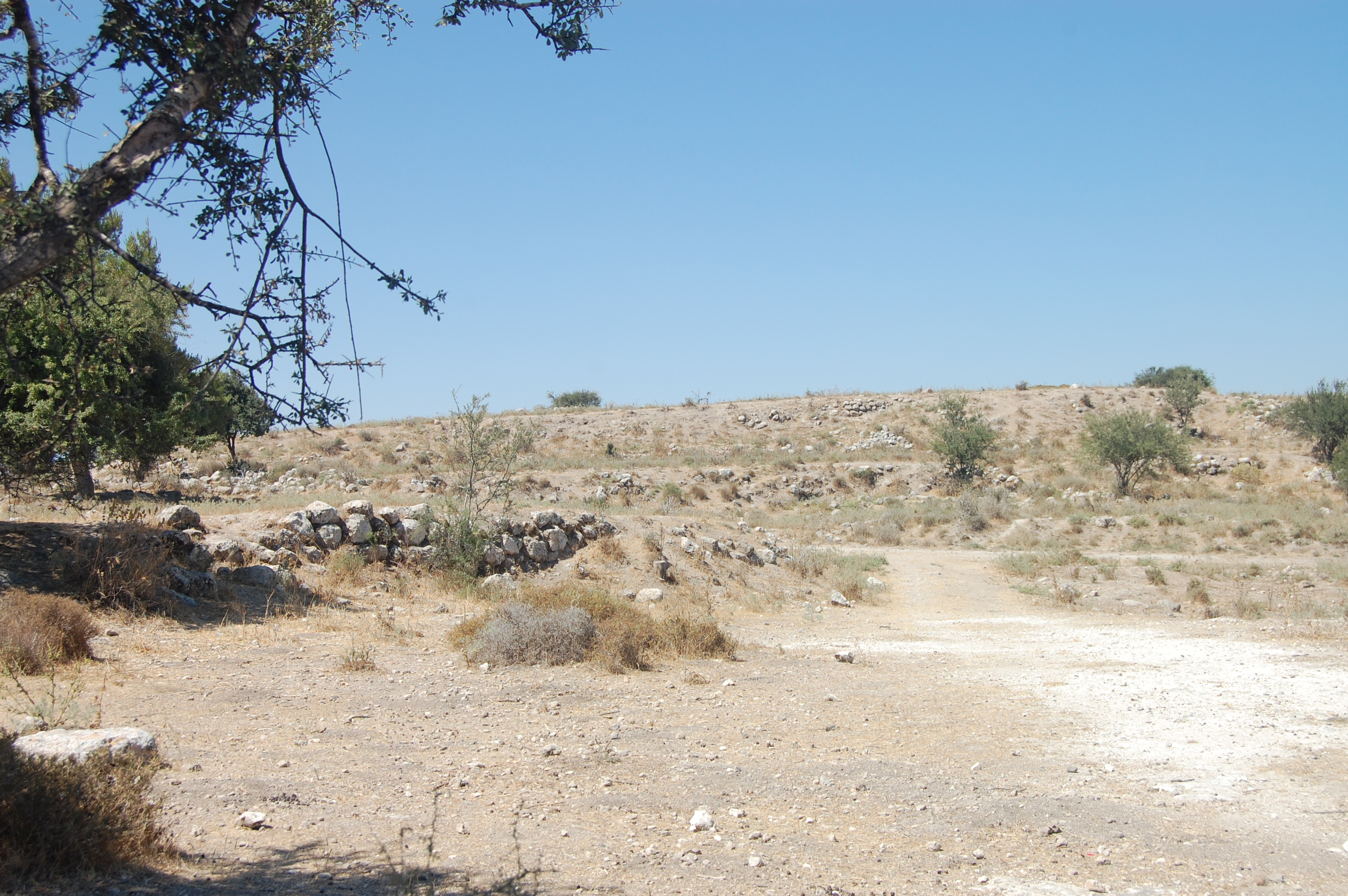
Хирбат Зану.
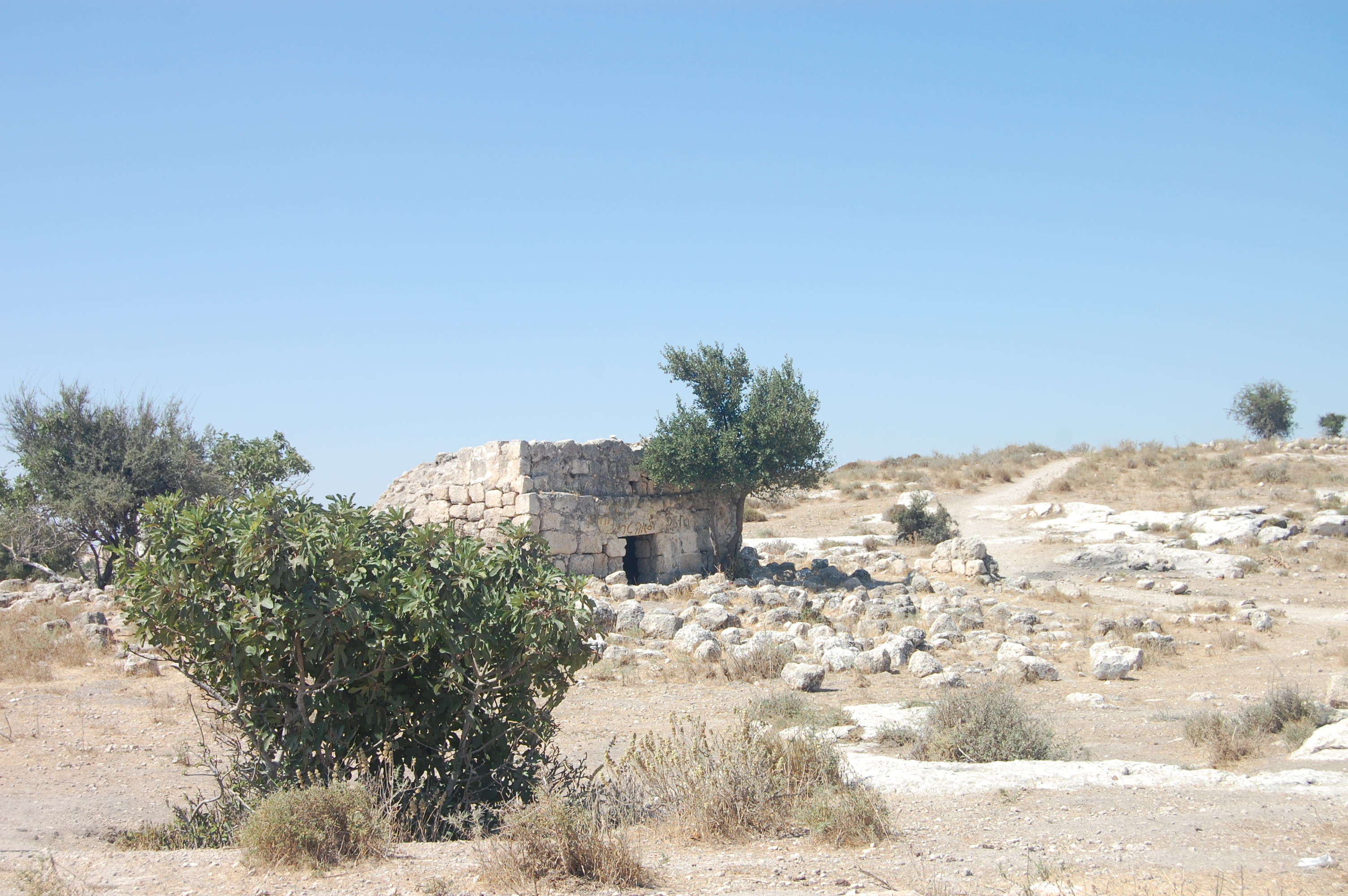
Могила шейха аль-Мадхура Абу Фатимы на вершине холма Хирбат Зану.